# マルクス・バッベル
マルクス・バッベル（Markus Babbel、1972年9月8日 - ）はドイツ・ミュンヘン生まれの元サッカー選手、サッカー指導者。

## 経歴
1990年代はバイエルン・ミュンヘンなどでDFとして活躍。ドイツ代表ではEURO1996初戦、チェコ代表戦で負傷したユルゲン・コーラーの代役を完璧にこなし、代表でのポジションを不動のものとする。安定したプレーでギド・ブッフバルトに並ぶドイツ屈指のマンマーカーとの評価を得、1998年にはワールドカップフランス大会にも出場。オランダ、ベルギーで開催されたEURO2000を機に代表を辞退するまで、51試合に出場を果たす。
2000年リヴァプールFCへ移籍、2001年UEFAカップ優勝と成功を収めた。しかし突如急性根神経炎、ギラン・バレー症候群を患い、四肢麻痺により長期にわたる闘病生活、及び戦線離脱を余儀なくされる。ブラックバーン・ローヴァーズFCへの1年のレンタル移籍を経て、2004－2005年シーズンにはVfBシュトゥットガルトへ移籍、レギュラーポジションでプレーするが、ジョバンニ・トラパットーニ、アルミン・フェー監督のもと徐々に出場の機会を失い、2006－2007年シーズンを最後に現役を引退。
以後、VfBシュトゥットガルトのアシスタントコーチとなる。2008年11月23日、アルミン・フェーの解任に伴い暫定的に監督に昇格した。シーズン途中の就任にもかかわらず、低迷していたチームを最終的に3位（2008-2009シーズン）まで導いた。この結果が評価され、2009年夏より正式に監督に就任した。しかし2009-10シーズンはマリオ・ゴメスを放出したことなどにより15節までに2勝しかできず、下位に低迷した。12月6日、VfLボーフム戦で引き分けた後に解任された。
2010-11シーズンよりヘルタ・ベルリンの監督に就任。当時2部に降格したチームを1年で1部に復帰させたが、契約上の理由で2011年12月18日に解任された。
2012年2月、1899ホッフェンハイムの監督に2014年シーズン終了までの契約で就任した。同年12月、16位と低迷していたところで成績不振により解任された。
2014年10月12日、スイスのFCルツェルンの監督に就任することが発表された。

## 所属クラブ
- 1991-1992  バイエルン・ミュンヘン
- 1992-1994  ハンブルガーSV
- 1994-2000  バイエルン・ミュンヘン
- 2000-2004  リヴァプールFC
- 2003-2004 → ブラックバーン・ローヴァーズFC（レンタル移籍）
- 2004-2007  VfBシュトゥットガルト

## 代表歴

### 出場大会
- ドイツ代表
  - 1998 FIFAワールドカップ (ベスト8)

### 試合数
- 国際Aマッチ 51試合 1得点（1995年-2000年）[3]

| ドイツ代表 | 国際Aマッチ | 国際Aマッチ |
| 年         | 出場        | 得点        |
| ---------- | ----------- | ----------- |
| 1995       | 10          | 1           |
| 1996       | 13          | 0           |
| 1997       | 3           | 0           |
| 1998       | 10          | 0           |
| 1999       | 9           | 0           |
| 2000       | 6           | 0           |
| 通算       | 51          | 1           |

## 指導歴
- 2007-2008  VfBシュトゥットガルト（アシストタントコーチ）
- 2008-2009  VfBシュトゥットガルト　暫定監督
- 2009.6-12  VfBシュトゥットガルト　監督
- 2010.7-2011.12  ヘルタ・ベルリン　監督
- 2012.2-2012.12  1899ホッフェンハイム　監督
- 2014.10-2018　 FCルツェルン　監督
- 2018-2020  ウェスタン・シドニー・ワンダラーズFC　監督

## タイトル

### 選手時代
FCバイエルン・ミュンヘン
- ブンデスリーガ:3回（1996-97、1998-99、1999-2000）
- DFBポカール:2回（1997-98、1999-2000年）
- DFLリーガポカール:3回（1997、1998、1999）
- UEFAカップ:1回（1995-96）

リヴァプールFC
- FAカップ:1回（2000-01）
- EFLカップ:1回（2000-01）
- FAコミュニティ・シールド:1回（2001）
- UEFAカップ:1回（2000-01）
- UEFAスーパーカップ:1回（2001）

VfBシュトゥットガルト
- ブンデスリーガ:1回（2006-07）

ドイツ代表
- UEFA欧州選手権:1回（1996）

### 監督時代
ヘルタBSC
- 2. ブンデスリーガ:1回（2010-11）